# Comuna de Piaseczno
Piaseczno (polaco: Gmina Piaseczno) é uma gminy (comuna) na Polónia, na voivodia de Mazóvia e no condado de Piaseczyński.
De acordo com os censos de 2004, a comuna tem 59 695 habitantes, com uma densidade 463,5 hab/km².

## Área
Estende-se por uma área de 128,22 km², incluindo:
- área agricola: 56%
- área florestal: 26%

## Comunas vizinhas
- Góra Kalwaria
- Konstancin-Jeziorna
- Lesznowola
- Prażmów
- Tarczyn
- m.st. Warszawa